# ロニー・ガルシア
ロニー・ハビアー・ガルシア（Rony Javier García、1997年12月19日 - ）は、ドミニカ共和国サンタ・クルス・デ・マオ出身のプロ野球選手（投手）。右投右打。MLBのデトロイト・タイガース傘下所属。

## 経歴

### プロ入りとヤンキース傘下時代
2015年7月2日にアマチュアFAでニューヨーク・ヤンキースと契約した。
2016年は、ルーキー級ドミニカン・サマーリーグ・ヤンキースとガルフ・コーストリーグ・ヤンキースでプレーし、3勝5敗、防御率2.28の成績を残した。
2017年は、ルーキー級プラスキ・ヤンキースとA級チャールストン・リバードッグスの2チームでプレーし、2勝3敗で防御率2.50だった。
2018年は、A級チャールストンとA+級のタンパ・ターポンズでプレーし、4勝9敗、防御率4.31の成績を残した。
2019年は、A+級タンパとAA級トレントン・サンダーでプレーした。4勝13敗、防御率4.01の成績を残した。

### タイガース時代
2019年12月12日にルール・ファイブ・ドラフトでデトロイト・タイガースに指名され、移籍した。
2020年7月28日のカンザスシティ・ロイヤルズ戦に先発登板してメジャーデビューを果たした。3回を投げて3失点（自責2）という内容だった。この年は、15試合（2先発）で1勝0敗、防御率8.14の成績を残した。
2021年は、虫垂切除の影響でスプリング・トレーニングを欠場し、傘下AAA級のトレド・マッドヘンズで開幕を迎えた。5月30日にメジャーに昇格した。6月15日に左膝の捻挫によって60日間の故障者リストに入った。

## 詳細情報

### 年度別投手成績
| 年 度    | 球 団    | 登 板 | 先 発 | 完 投 | 完 封 | 無 四 球 | 勝 利 | 敗 戦 | セ 丨 ブ | ホ 丨 ル ド | 勝 率 | 打 者 | 投 球 回 | 被 安 打 | 被 本 塁 打 | 与 四 球 | 敬 遠 | 与 死 球 | 奪 三 振 | 暴 投 | ボ 丨 ク | 失 点 | 自 責 点 | 防 御 率 | W H I P |
| -------- | -------- | ----- | ----- | ----- | ----- | -------- | ----- | ----- | -------- | ----------- | ----- | ----- | -------- | -------- | ----------- | -------- | ----- | -------- | -------- | ----- | -------- | ----- | -------- | -------- | ------- |
| 2020     | DET      | 15    | 2     | 0     | 0     | 0        | 1     | 0     | 0        | 0           | 1.000 | 96    | 21.0     | 25       | 7           | 9        | 0     | 0        | 14       | 1     | 0        | 20    | 19       | 8.14     | 1.62    |
| 2021     | DET      | 2     | 0     | 0     | 0     | 0        | 0     | 0     | 0        | 0           | ----- | 12    | 3.2      | 1        | 1           | 2        | 0     | 0        | 2        | 0     | 0        | 1     | 1        | 2.45     | 0.82    |
| 2022     | DET      | 16    | 8     | 0     | 0     | 0        | 3     | 3     | 0        | 0           | .500  | 206   | 51.0     | 40       | 9           | 13       | 0     | 4        | 48       | 3     | 0        | 27    | 25       | 4.41     | 1.04    |
| MLB：3年 | MLB：3年 | 33    | 10    | 0     | 0     | 0        | 4     | 3     | 0        | 0           | .571  | 314   | 75.2     | 66       | 17          | 24       | 0     | 4        | 64       | 4     | 0        | 48    | 45       | 5.35     | 1.19    |

- 2022年度シーズン終了時

### 背番号
- 51（2020年 - 2022年）